# Leopard Club Award
Il Leopard Club Award è un premio che rende omaggio a una grande personalità del cinema che attraverso il suo lavoro è riuscita a segnare l'immaginario collettivo.
È intitolato all'associazione di sostegno del Festival, il Leopard Club.

## Albo d'oro
- 2013: Faye Dunaway
- 2014: Mia Farrow
- 2015: Andy García
- 2016: Stefania Sandrelli
- 2017: Adrien Brody
- 2018: Meg Ryan
- 2019: Hilary Swank
- 2020:
- 2021: Kasia Smutniak
- 2022: Daisy Edgar-Jones
- 2023: Stellan Skarsgård